# Neo (Matrix)
Thomas A. Anderson, más conocido como Neo, es un personaje de la saga de películas de ciencia ficción Matrix. Es el protagonista de la primera entrega, The Matrix, así como de las secuelas: The Matrix Reloaded, The Matrix Revolutions y The Matrix Resurrections. Es interpretado por Keanu Reeves.

## Historia
Thomas A. Anderson es un programador de la prestigiosa firma de software Metacortex. Sus padres son John Anderson y Michelle McGahey. Nació el 13 de septiembre de 1971 en Lower Downtown, Capital City. Estudió en Central West Junior High y posteriormente en Owen Paterson High.
A los ojos de todos es un habitante más de los tantos que existen en el mundo, pero lo que pocos saben es que él posee una doble vida y un destino específico; es el Elegido. En la red se lo conoce como "Neo", un hacker que, según dicen, ha cometido todos los crímenes informáticos que existen.
En su mente hay una extraña sensación de que nada es lo que parece ser. Hasta que un día recibe un mensaje en su computadora: "Matrix has you" ("Matrix te posee"), "Follow the white rabbit" ("sigue al conejo blanco"). No sabe de donde proviene ese mensaje, ni siquiera sabe si en verdad lo recibió o fue solo un sueño, pero decide confiar y seguir la pista de "el conejo blanco", la cual lo llevará a Trinity (una hacker que ganó fama al infiltrarse en la base de datos de Hacienda) y a Morfeo (denominado por algunos como "el hombre más peligroso que existe"). De ahí en adelante suceden una serie de eventos confusos en la vida de Thomas Anderson, sucesos que lo llevarán a descubrir la más cruda verdad: todo aquello que se cree real no es más que una simulación creada por máquinas con inteligencia artificial, que utilizan la energía producida por el cuerpo humano para alimentar a ese sistema, denominado "Matrix".
La verdad es difícil de asimilar para Thomas, pero algunas pruebas contundentes lo llevan a aceptarla. Pero aún hay otra cosa que debe saber, él no fue elegido al azar, sino que existe una profecía que dice que un día llegará un elegido destinado a terminar con la guerra entre humanos y máquinas. La razón por la cual Morfeo "liberó" a Neo es porque cree que él es el elegido.
De ahí en adelante todo es confusión en la vida de Neo. Las preguntas sin respuesta agobian su mente, le resultará difícil saber en quién confiar, hasta que logra entender que debe confiar en sí mismo, y tomar las elecciones que crea adecuadas más allá de que no sepa con certeza donde le harán desembocar estas.

## Atributos y apariencia
Neo en un principio es un hombre normal y solitario, y luego cambia su apariencia casual a un abrigo negro largo y gafas de sol del mismo color. Sus atributos y facultades se van sumando en la saga: ha dominado muchas artes marciales incluyendo jujitsu, kung fu, savate, kempo, zui quan, karate, taekwondo, judo y esgrima; puede esquivar y parar las balas, desafiar la gravedad, luchar de igual a igual con el agente Smith y con cientos de réplicas simultáneamente, además vuela a velocidades hipersónicas. Al obtener las llaves del Cerrajero, accede al padre de Matrix (quien aparentemente es una especie de Dios) y le hace decidir su destino y por último será capaz de conceder la vida (resucitar) a Trinity.